# Vlag van Penang

Vlag van Penang

De vlag van Penang bestaat uit drie verticale banen en een betelpalm op een grasveld in het midden. Alle drie de banden zijn even breed. Van links naar rechts is de kleur van elke band lichtblauw, wit en geel.
De kleuren van de vlag zijn afgeleid van de kleuren van het wapen van Penang dat in de jaren 1940 door koning George VI werd toegekend. Lichtblauw staat voor de zee die het eiland Penang omringt, wit voor vrede en geel voor de welvaart van de staat.
De betelpalm symboliseert de boom waaraan Penang zijn naam dankt. De boom en zijn met gras begroeide heuvel staan in het midden van de witte band.
De vlag is in 1957 officieel aangenomen. De vlag werd in de jaren 1960 lichtjes aangepast tot zijn huidige vorm door een wrong van blauw en wit onderaan de grasberg te verwijderen.

## Geschiedenis
Op 23 november 1949 verklaarde de Britse resident commissaris A.V. Aston dat de Union Jack de officiële vlag van Penang bleef, ondanks twijfels over de status ervan nadat de Settlement Council een wapenschild had aangenomen om de kolonie te vertegenwoordigen. Een vlaggeninsigne met Ich dien werd op 17 juni 1952 aangenomen door de Settlement Council.
Een paar maanden voor de onafhankelijkheid van Maleisië kondigde de regering van de nederzetting op 17 mei 1957 een wedstrijd aan om een nieuwe staatsvlag voor Penang te ontwerpen. De winnaar, ene C.K. Fook van 434, Chulia Street, kreeg op 20 augustus $500 voor zijn ontwerp. Het uiteindelijke aangepaste ontwerp verschilde van de kleur blauw die Fook had ingediend, maar er werd besloten om de prijs toch aan hem toe te kennen.
De nieuwe staatsvlag van Penang werd op 30 augustus 1957 om 12.00 uur gehesen op de Padang in aanwezigheid van de nieuwe gouverneur Raja Uda en de laatste resident commissaris Robert Porter Bingham. Die avond werd de Union Jack om 18.45 uur voor de laatste keer gestreken bij Fort Cornwallis, George Town, waarmee het einde van 171 jaar Britse heerschappij werd gemarkeerd.
Op 24 december 1957 vertelde het voorgedragen lid Koh Sin Hock de Raad van State dat de arecanootpalm van de vlag niet op een echte leek en dat hij hoopte dat er in plaats daarvan een meer realistische afbeelding kon worden gebruikt.

Straits Settlements (1904–1925)
Straits Settlements (1925–1946)
1949-1952
1952-1957
1957–1965